# Moeris Lacus
Moeris Lacus és una característica d'albedo a la superfície de Mart, localitzada amb el sistema de coordenades planetocèntriques a 7.91 ° latitud N i 90 ° longitud E. El nom va ser aprovat per la UAI l'any 1958 i fa referència al Llac Moeris, antic nom del llac Karun.